# Стшиґі (Влоцлавський повіт)
Стшиґі (пол. Strzygi) — село в Польщі, у гміні Ходеч Влоцлавського повіту Куявсько-Поморського воєводства.
Населення — 222 особи (2011).
У 1975-1998 роках село належало до Влоцлавського воєводства.

## Демографія
Демографічна структура станом на 31 березня 2011 року:
|          | Загалом | Допрацездатний вік | Працездатний вік | Постпрацездатний вік |
| -------- | ------- | ------------------ | ---------------- | -------------------- |
| Чоловіки | 105     | 20                 | 73               | 12                   |
| Жінки    | 117     | 24                 | 59               | 34                   |
| Разом    | 222     | 44                 | 132              | 46                   |